# Mabini (Davao de Oro)
Mabini (Doña Alicia) ist eine philippinische Stadtgemeinde in der Provinz Davao de Oro. Sie hat 41.102 Einwohner (Zensus 1. August 2015). Mabini liegt im Südosten der Provinz Davao de Oro, ca. 70 km östlich von Davao City entfernt und ist in gut 2 Stunden mit Bussen und Jeepneys von dort erreichbar.
Die Bevölkerung der Gemeinde lebt hauptsächlich von der Landwirtschaft und vom Fischfang.
Die Flächennutzung der Gemeinde wird folgendermaßen beschrieben: 14.883 Hektar werden als landwirtschaftlich genutzt bezeichnet, 14.640 Hektar sind Waldflächen, 200,5 Hektar sind Grasflächen, 45,5 Hektar werden als entwickelte Fischfanggebiete bezeichnet und 36 Hektar sind Schwemmland mit Mangrovenbeständen im Küstengebiet der Gemeinde.
In der Gemeinde befindet sich ein Campus der University of Southeastern Philippines.

## Mabini protected Landscape and Seascape
Das marine Naturschutzgebiet Mabini protected Landscape and Seascape wurde am 31. Mai 2000 mit dem Präsidentenerlass 7586 ausgerufen und hat damit den Status eines marinen Naturschutzgebietes. Es umfasst ein Gebiet von 6.106 Hektar und schließt die Inseln Kopiat und Lunod im Golf von Davao mit ein. Die Insel Kopiat ist unbewohnt, besitzt aber einen Wald von Kokospalmen und an der südlichen Küste eine dichte Mangrovenvegetation. Die Insel Lunod wurde bereits 1981 als ein Mangrovenschutzgebiet ausgewiesen.
Das Gebiet des Mabini protected Landscape and Seascape liegt in einem Gebiet, das dem der Klimatyp II zugeordnet wird, mit einer sehr ausgeprägten Trockenzeit von Februar bis Mai und November bis Dezember. Die Regenzeit geht von Juni bis Oktober.
Es fließen insgesamt 9 Flüsse und Bäche in das Naturschutzgebiet, von denen drei einen Namen haben: der Lapinigan-, Tagbalawlaw- und der Pindasan River.
Im Naturschutzgebiet werden zu den 36 Hektar Mangrovenwald im Küstengebiet weitere 72 Hektar auf den Inseln Lunod und Kopiat gezählt.
Es kommen verschiedene Arten der Mangrove im Schutzgebiet vor: so die Rhizophora apiculata, die Langarai (Bruguiera parviflora), die Tabigi (Xylocarpus granatum), Pototanc (Bruguiera sexangula), Saging-saging (Aegiceras corniculatum) bekannt als schwarze Mangrove. Es gibt aber auch andere Sprösslinge anderer Pflanzenfamilien im Naturpark wie die Tongog (Rapanea apoensis) die der Gruppe der Asteriden zugehörig ist, der Pagatpat (Sonneratiacalba) aus der Familie der Weiderichgewächse, Bani (Pongamia pinnata) aus der Familie der Hülsenfrüchtler und der Talisai oder Katappenbaum (Terminalia catappa).
Im Naturschutzgebiet kommen auch folgende Vogelarten vor: Olive-backed Sunbird (Nectarinia jugularis), Little tern (Sterna abifrons sinensis), die Gebirgsstelze, der Little Slaty flycatcher (Culicicapa helianthea panayensis), Coleto (Sarcops calvus calvus), Weißgestreifter Eisvogel (Halcyon chloris collaris), der Fluss-Eisvogel(Alcedo atthis bengalensis), der Braunwürger, der kleine Mangroven-Kranich (Butorides striatus javanicus), die Sperbertaube, die Frühlingstaube, die Zwergsalangane, der Weißbürzelsegler, der Mearnsia, die Wanderpfeifgans, der Feldsperling und der Olive-capped Flowerpecker (Dicaeum nigrilore).

## Baranggays
Mabini ist politisch in elf Baranggays unterteilt.
- Cadunan
- Pindasan
- Cuambog (Pob.)
- Tagnanan (Mampising)
- Anitapan
- Cabuyuan
- Del Pilar
- Libodon
- Golden Valley (Maraut)
- Pangibiran
- San Antonio

## Quelle
- Mabini protected Landscape and Seascape publiziert vom Department of Environment and Natural Ressourses, Republic of the Philippines, abrufbar auf der Homepage des Protected Areas and Wildlife Bureau PAWB

## Galerie

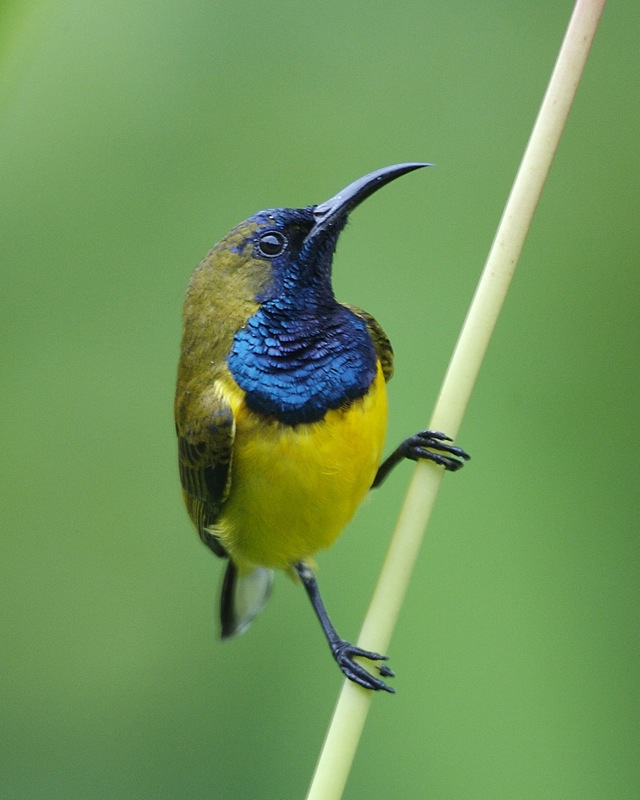
Grünrücken-Nektarvogel
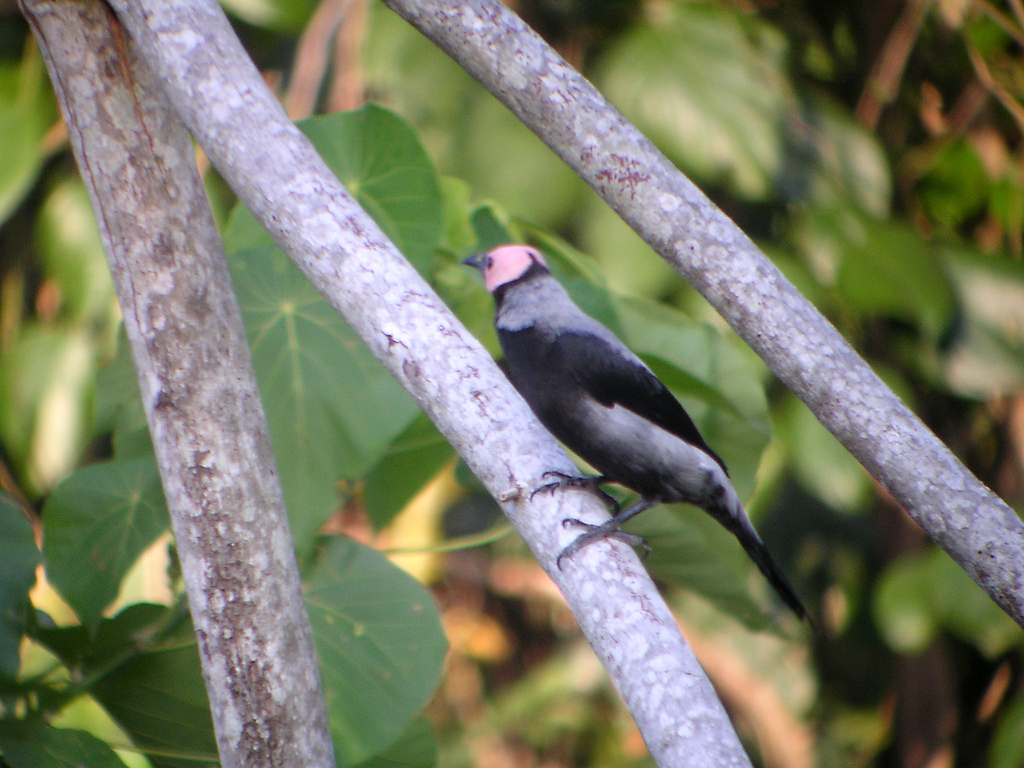
Kahlkopfatzel
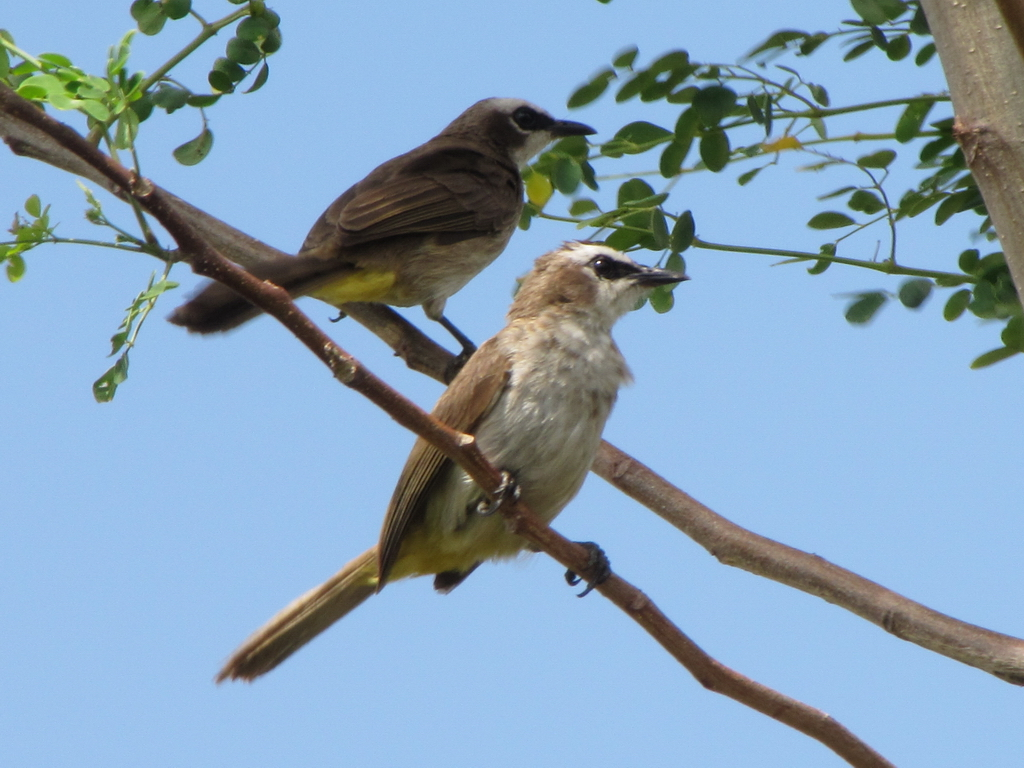
Schwarzzügelbülbül
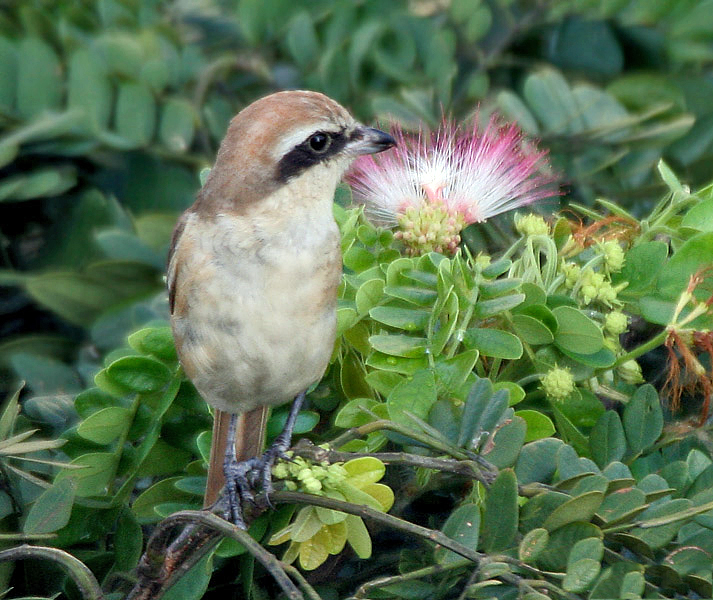
Braunwürger